# 江木千之
江木 千之（えぎ かずゆき、1853年5月21日〈嘉永6年4月14日 〉 - 1932年〈昭和7年〉8月23日）は、明治時代から大正時代にかけての日本の文部・内務官僚、政治家。号は狂塢。
文部省普通学務局長、内務省県治局長、茨城・栃木・愛知・広島各県知事、貴族院議員、文部大臣、皇典講究所長、全国神職会長、枢密顧問官を歴任した。

## 生涯
周防国岩国藩出身。岩国藩士・江木仙左衛門俊敬の長男として生まれる（幼名・吉太郎）。1870年（明治3年）、藩命により大阪開成所で外国語を学び、翌年より開拓使仮学校、大学南校、工部省工学寮などに学ぶ。1874年（明治7年）に文部省に出仕し、会計局副長、視学官、参事官、普通学務局長を歴任。1890年の第二次小学校令制定の際には、起草者となった。
1891年（明治24年）に一度退官したのち内務省に入り、大臣秘書官、県治局長、茨城・栃木・愛知・広島・熊本各県知事を務めた。1904年（明治37年）8月22日に貴族院勅選議員に任じられた。1907年（明治40年）の再退官後は貴族院議員として活動する他、同年6月22日に錦鶏間祗候に任じられ、また臨時教育会議などの諸審議会委員にも選ばれている。
1924年（大正13年）には清浦内閣の文部大臣に就任し、晩年は枢密顧問官、文政審議会副総裁を務めた。文政審議会では軍事予備教育の特別委員会委員長を務め、1925年（大正14年）に発布された陸軍現役将校学校配属令につながる諮詢案を取りまとめた。この間、養子の江木翼が憲政会・立憲民政党総裁の顧問となったことから同党に接近した。また、防長教育会、全国神職会両会長、大東文化協会副会頭、皇典講究所所長も歴任している。墓所は青山霊園。

## 親族
- 養子 - 江木翼（司法大臣）
- 弟 - 江木衷（官僚・弁護士）

## 栄典・受章・受賞
位階

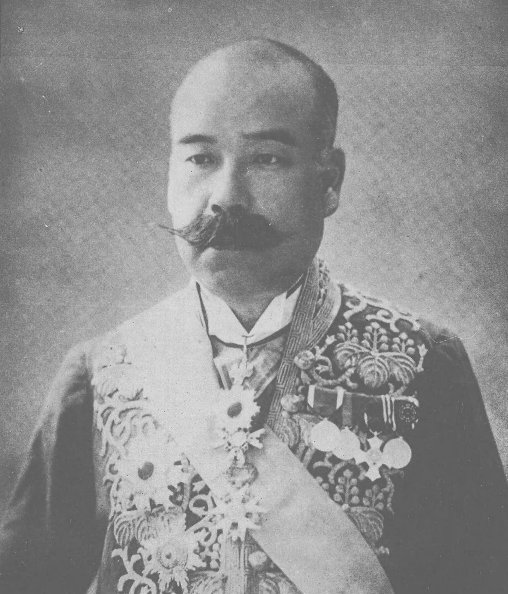
江木千之

- 1881年（明治14年）8月30日 - 正七位[1]
- 1885年（明治18年）6月5日 - 従六位[1][6]
- 1891年（明治24年）6月30日 - 正六位[1]
- 1892年（明治25年）10月22日 - 従五位[1]
- 1893年（明治26年）4月11日 - 正五位[1][7]
- 1898年（明治31年）9月20日 - 従四位[1][8]
- 1903年（明治36年）9月30日 - 正四位[1][9]
- 1907年（明治40年）2月20日 - 従三位[1]
- 1927年（昭和2年）12月15日 - 正三位[1][10]
- 1932年（昭和7年）8月23日 - 従二位[1]

勲章等
| 受章年                     | 略綬 | 勲章名                   | 備考 |
| -------------------------- | ---- | ------------------------ | ---- |
| 1889年（明治22年）11月29日 |      | 大日本帝国憲法発布記念章 |      |
| 1891年（明治24年）6月27日  |      | 勲六等瑞宝章             |      |
| 1893年（明治26年）12月28日 |      | 勲五等瑞宝章             |      |
| 1895年（明治28年）6月28日  |      | 勲四等瑞宝章             |      |
| 1896年（明治29年）3月31日  |      | 勲四等旭日小綬章         |      |
| 1899年（明治32年）6月20日  |      | 勲三等瑞宝章             |      |
| 1902年（明治35年）12月28日 |      | 勲二等旭日重光章         |      |
| 1906年（明治39年）4月1日   |      | 勲一等旭日大綬章         |      |
| 1906年（明治39年）4月1日   |      | 明治三十七八年従軍記章   |      |
| 1912年（大正元年）8月1日   |      | 韓国併合記念章           |      |
| 1915年（大正4年）11月10日  |      | 大礼記念章（大正）       |      |
| 1919年（大正8年）2月11日   |      | 金杯一個                 |      |
| 1919年（大正8年）5月24日   |      | 金杯一組                 |      |
| 1920年（大正9年）7月27日   |      | 金杯一組                 |      |
| 1920年（大正9年）11月15日  |      | 金杯一個                 |      |
| 1928年（昭和3年）4月21日   |      | 金杯一組                 |      |
| 1928年（昭和3年）11月10日  |      | 大礼記念章（昭和）       |      |
| 1930年（昭和5年）12月5日   |      | 帝都復興記念章           |      |
| 1932年（昭和7年）8月23日   |      | 旭日桐花大綬章           |      |
| 1932年（昭和7年）8月23日   |      | 金杯一組                 |      |

外国勲章佩用允許
| 受章年                     | 国籍           | 略綬 | 勲章名                           | 備考 |
| -------------------------- | -------------- | ---- | -------------------------------- | ---- |
| 1901年（明治34年）12月27日 | フランス共和国 |      | レジオンドヌール勲章コマンドール |      |
| 1903年（明治36年）5月9日   | 大清帝国       |      | 第二等第一双竜宝星               |      |
| 1932年（昭和7年）8月23日   | 満州帝国       |      | 大満洲国建国功労章               |      |

## 著作
- 『江木千之翁経歴談』上下、江木千之翁経歴談刊行会編、江木千之翁経歴談刊行会、1933年11月 ／ 大空社〈伝記叢書〉、1987年9月 ／ 芳文閣、1992年3月
- 「詩集」「母を懐ふ記」（江木千之翁経歴談刊行会編 『江木千之翁経歴談附録』 江木千之翁経歴談刊行会、1933年12月）

## 関連文献
- 「江木副総裁の思ひ出」「江木副総裁薨去」（『国学院雑誌』第38巻第10号、1932年10月）
- 伊東延吉 「江木千之先生の追想」（『文部時報』第730号、帝国地方行政学会、1941年7月）
- 伊藤隆 「江木千之・江木翼関係文書」（『社会科学研究』第26巻第2号、東京大学社会科学研究所、1975年1月、NAID 110000463985）
- 伊藤敏行 「解説」（前掲 『江木千之翁経歴談 下』 大空社〈伝記叢書〉、1987年9月）
- 季武嘉也 「江木千之」（伊藤隆、季武嘉也編 『近現代日本人物史料情報辞典』 吉川弘文館、2004年7月、ISBN 4642013415）